# Bugaj (Częstochowa)
Bugaj – osiedle w Częstochowie należące do dzielnicy Błeszno.
Bugaj jest położony nad Wartą, w jego obrębie od rzeki odgałęzia się Kucelinka. Na rozwidleniu obu rzek znajduje się system dwóch jazów. W pobliżu Bugaja znajduje się Kręciwilk, od pozostałej części Błeszna oba osiedla oddziela aleja Wojska Polskiego.
W XVI wieku Bugaj był jednym z dóbr należących do rozległego majątku Błeszno. W 1782 roku Bugaj był wsią należącą do parafii św. Zygmunta w Częstochowie, przy czym miejscowość obsługiwania była przez kościół w Konopiskach, gdzie funkcjonowała filia parafii. Pod koniec XIX wieku była to osada należąca do gminy Huta Stara.